# 1936 في المملكة المتحدة
فيما يلي قوائم الأحداث التي وقعت خلال عام 1936 في المملكة المتحدة.

## سياسة

### تعيين في المنصب
- 20 يناير – إدوارد الثامن ملك المملكة المتحدة عاهل المملكة المتحدة [الإنجليزية]‏.
- 11 ديسمبر – جورج السادس ملك المملكة المتحدة عاهل المملكة المتحدة [الإنجليزية]‏.

### انتهاء فترة المنصب
- 20 يناير – جورج الخامس ملك المملكة المتحدة عاهل المملكة المتحدة [الإنجليزية]‏.
- 11 ديسمبر – إدوارد الثامن ملك المملكة المتحدة عاهل المملكة المتحدة [الإنجليزية]‏.

## رياضة
- 1 يناير – بطولة ويمبلدون 1936

## ظهور
- 1 يناير – أوراق لعب على الطاولة كتاب من تأليف أجاثا كريستي.
- 1 يناير – مالتيزرز

## كتب
من الكتب التي صدرت هذه السنة في المملكة المتحدة:
- 1 يناير – احذية الباليه من تأليف Noel Streatfeild [الإنجليزية]‏.
- 1 يناير – جريمة في بلاد الرافدين من تأليف أجاثا كريستي.
- 1 يناير – موت فوق النيل من تأليف أجاثا كريستي.
- 6 يناير – جرائم الأبجدية من تأليف أجاثا كريستي.
- 20 أبريل – دع الدريقة تطير من تأليف جورج أورويل.

## مواليد

### يناير
- 1 يناير – دينيس ويلسون لاعب كرة قدم إنجليزي.
- 1 يناير – ستيفن لويس
- 2 يناير – كين جونز لاعب كرة قدم ويلزي.
- 9 يناير – مايك ديفيس لاعب كرة مضرب بريطاني.
- 13 يناير – بريان باري فيلسوف من المملكة المتحدة.
- 14 يناير – وليام هولمز دراج بريطاني.
- 19 يناير – رون نيومان لاعب ومدرب كرة قدم إنجليزي.
- 22 يناير – ألان ماكينتوش فيزيائي دنماركي.

### فبراير
- 25 فبراير – بيتر هيل وود

### مارس
- 4 مارس – جيم كلارك
- 30 مارس – مارك بورنس

### أبريل
- 3 أبريل – ريجنالد هيل
- 11 أبريل – بيتر بيري لاعب كرة قدم إنجليزي.
- 12 أبريل – كولن ديفيز لاعب كرة قدم من المملكة المتحدة.
- 13 أبريل – تريفور سميث لاعب كرة قدم من المملكة المتحدة.
- 24 أبريل – جيل آيرلاند

### مايو
- 1 مايو – راي سميث ممثل بريطاني.
- 9 مايو – ألبرت فيني ممثل إنجليزي.
- 9 مايو – غليندا جاكسون
- 12 مايو – فيل إدواردز

### يونيو
- 7 يونيو – رون سميث لاعب كرة قدم بريطاني.
- 17 يونيو – كين لوتش

### يوليو
- 5 يوليو – جيمس ميرليس اقتصادي من المملكة المتحدة.
- 6 يوليو – ريدفيرس سانجو
- 9 يوليو – ريتشارد ويلسون
- 25 يوليو – جيري أشمور
- 25 يوليو – غلين موركوت
- 27 يوليو – ديف سميث لاعب كرة قدم من المملكة المتحدة.

### أغسطس
- 10 أغسطس – والي سويفت
- 13 أغسطس – جون غيدس درّاج طريق من المملكة المتحدة.
- 16 أغسطس – ألان هودجكينسون لاعب كرة قدم إنجليزي.
- 16 أغسطس – هارفي جونز لاعب كرة قدم من المملكة المتحدة.
- 24 أغسطس – أنتونيا سوزان بيات
- 25 أغسطس – هيو هدسون مخرج أفلام بريطاني.

### سبتمبر
- 9 سبتمبر – ديفيد غولد لاعب كرة قدم إنجليزي.
- 20 سبتمبر – أندرو ديفيز
- 23 سبتمبر – جورج إيستام لاعب ومدرب كرة قدم إنجليزي.
- 23 سبتمبر – دافني جاكسون

### أكتوبر
- 1 أكتوبر – دانكن إدواردز لاعب كرة قدم إنجليزي.
- 8 أكتوبر – بيتر سوان لاعب ومدرب كرة قدم إنجليزي.
- 9 أكتوبر – براين بليسد
- 12 أكتوبر – دينيس هاربر لاعب كرة قدم من المملكة المتحدة.

### نوفمبر
- 1 نوفمبر – غرينفيل تيرنر فيزيائي بريطاني.

### ديسمبر
- 12 ديسمبر – الضيف أحمد ممثل مصري.
- 13 ديسمبر – أندرو كوان سائق رالي من المملكة المتحدة.
- 25 ديسمبر – الأميرة ألكسندرا، سعادة السيدة أوجلفي
- 26 ديسمبر – تريفور تايلور
- 27 ديسمبر – أليكس ميلر روائي أسترالي.
- 30 ديسمبر – مايك سبنس
- 31 ديسمبر – غراهام وليامز لاعب كرة قدم بريطاني.
- 31 ديسمبر - يسطس أكينبايو أكينسانيا، ممرض وباحث من المملكة المتحدة.

## وفيات

### يناير
- 20 يناير – جورج الخامس ملك المملكة المتحدة (مواليد 1865)

### فبراير
- 23 فبراير – وليم آدمسون (مواليد 1863)

### مارس
- 15 مارس – جون سكوت هولدين (مواليد 1860)
- 28 مارس – أرتشيبالد غارود (مواليد 1857)

### أبريل
- 27 أبريل – كارل بيرسون (مواليد 1857)
- 30 أبريل – آلفرد إدوارد هاوسمان (مواليد 1859)

### مايو
- 14 مايو – إدموند ألنبي (مواليد 1861)
- 19 مايو – محمد مارمادوك بكتال (مواليد 1876)

### يونيو
- 14 يونيو – غلبرت كايث تشيسترتون (مواليد 1874)

### سبتمبر
- 29 سبتمبر – ألفونسو كارلوس دي بوربون وإستي (مواليد 1849)

### أكتوبر
- 12 أكتوبر – بيرنارد بوسانكويت (مواليد 1877) لاعب كركيت من المملكة المتحدة.

### نوفمبر
- 2 نوفمبر – توماس لوري (مواليد 1874) كيميائي من المملكة المتحدة.

### ديسمبر
- 14 ديسمبر – ألفريد روب (مواليد 1873) فيزيائي بريطاني.